# 3-Nitropropionsäure
3-Nitropropionsäure, auch Hiptagensäure genannt, ist eine zu den Carbonsäuren gehörende Verbindung. Formal kann sie als Derivat der Propansäure aufgefasst werden und unterscheidet sich von dieser durch eine Nitrogruppe am dritten Kohlenstoffatom.
In der Natur kommt sie in Form eines Esters mit Glucose in der Verbindung Hiptagin vor, die erstmals 1920 aus der Wurzelrinde von Hiptage madablota isoliert wurde.
Durch Hydrolyse kann daraus die freie Carbonsäure gewonnen werden.

## Synthese
3-Nitropropionsäure kann aus Propiolacton und Natriumnitrit in wässriger Lösung hergestellt werden.
Bessere Ausbeuten liefert die Synthese aus 3-Iodpropansäure und Silbernitrit.